# Antonio Leuci
Antonio Leuci (* 24. Februar 1960 in Coppengrave) ist ein deutscher Kampfsportler. Er trägt den 6. Dan im Karate und war 6-facher Deutscher Meister, 3-facher Europameister und Vizeweltmeister. Seit 2004 betreute er die männliche Jugend und die männlichen Junioren des Deutschland Kaders des Deutschen Karate Verbandes. Vom 15. August 2007 bis Ende 2010 war er als Bundestrainer für die Bereiche Kumite Männer A-, B- und C-Kader zuständig.
Neben seiner eigenen sportlichen Karriere fördert(e) er viele talentierte Athleten, welche unter seiner Anleitung und Training erachtliche Titel errangen. So betreute und trainiert er in seiner Laufbahn u. a. 4 Weltmeister, 4 Vizeweltmeister, 6 Weltmeisterdritte, 6 World Cup Sieger, 4 Vize World Cup Sieger, 10 Europameister, 5 Vizeeuropameister, 2 Militäreuropameister, 69 Deutsche Meister, 26 Deutsche Vizemeister, 12 Deutsche Mannschaftsmeister, 5 Deutsche Vizemannschaftsmeister, 5 Int. Deutsche Meister und 3 Deutsche Hochschulmeister.

## Leben
1973 begann er an seinem Geburtstag bei Bacchisio Idde in Duingen mit dem Karateunterricht. Zwei Jahre später wurde er das erste Mal Deutscher Jugendmeister im Schwergewicht. 1978 gründete er nach seiner Berufsausbildung zum Dreher das Bushido Alfeld e.V. und wurde so mit 18 Jahren der jüngste Karate Profi Deutschlands.
Nach den Aufbaujahren ist der Verein Bushido Alfeld e.V. seit mehreren Jahren eine feste Größe im Deutschen Karate Verband geworden. Nach elf Jahren in verschiedenen Kadern des DKV gab er 1986 seinen Rücktritt als aktiver Kämpfer bekannt. 1987 war er neun Jahre als Landestrainer für Niedersachsen tätig. Von 1996 bis 2010 ist er Bundestrainer beim DKV für verschiedene Kader. 2005 gründet er das Bushido Rügen in Mecklenburg-Vorpommern.
Von August 2007 bis Ende 2010 hatte er die Leitung des A/B-Kader der Leistungsklasse der Männer des DKV inne.